# Atalissa
Atalissa è una città degli Stati Uniti, situata nella Contea di Muscatine, nello Stato dell'Iowa.

## Geografia fisica
Atalissa è situata a 41°34′18″N 91°10′00″W (41.571568 -91.166707). La città ha una superficie di 0,36 km² interamente coperti da terra. Atalissa è situata a 201 m s.l.m.

## Società

### Evoluzione demografica
Al censimento del 2010, Atalissa contava 311 abitanti e 85 famiglie. La densità di popolazione era di 863, 89 abitanti per chilometro quadrato. Le unità abitative erano 122 con una media 338,88 per chilometro quadrato. La composizione razziale contava il 94,2% di bianchi, lo 0,3% di asiatici e il 2,3% di altre etnie.